# Tournoi de Hambourg (judo)
 (mars 2025).
Si vous disposez d'ouvrages ou d'articles de référence ou si vous connaissez des sites web de qualité traitant du thème abordé ici, merci de compléter l'article en donnant les références utiles à sa vérifiabilité et en les liant à la section « Notes et références ».
Le Tournoi de Hambourg était une compétition de judo organisée tous les ans à Hambourg en Allemagne par l'EJU (European Judo Union). Ce tournoi était un événement majeur dans le calendrier international du fait de son label « Grand Prix ». Il cessa en 2009.

## Palmarès Hommes
| Grand Prix      | Grand Prix        | Grand Prix         | Grand Prix      | Grand Prix           | Grand Prix          | Grand Prix     | Grand Prix          |
| Année           | -60 kg            | -66 kg             | -73 kg          | -81 kg               | -90 kg              | -100 kg        | +100 kg             |
| --------------- | ----------------- | ------------------ | --------------- | -------------------- | ------------------- | -------------- | ------------------- |
| 2009            | Rishod Sobirov    | Joo-Jin Kim        | Mansur Isaev    | Sirazhudin Magomedov | Matthieu Dafreville | Takamasa Anai  | Abdullo Tangriev    |
| Super World Cup |                   |                    |                 |                      |                     |                |                     |
| 2008            | Ludwig Paischer   | Oscar Peñas        | Elnur Mammadli  | Jae-Bum Kim          | Hiroshi Izumi       | Henk Grol      | Yasuyuki Muneta     |
| 2007            | Hovhannes Davtyan | Benjamin Darbelet  | Rinat Ibragimov | Yong-Woo Kwon        | Ilias Iliadis       | Ariel Zeevi    | Tamerlan Tmenov     |
| 2006            | Tatsuaki Egusa    | Yordanis Arencibia | Bryan van Dijk  | Flávio Canto         | Roberto Meloni      | Kwang-Sun Yoo  | Yasuyuki Muneta     |
| 2005            | Nam-Suk Cho       | Adrian Kulisch     | Won-Hee Lee     | Antonio Ciano        | Sun-Ho Choi         | Michael Jurack | Alexander Mikhailin |
| World Open      |                   |                    |                 |                      |                     |                |                     |
| 2004            | Ludwig Paischer   | Masato Uchishiba   | Yong-Shin Choi  | Dmitry Nosov         | Yuta Yazaki         | Keiji Suzuki   | Yasuyuki Muneta     |
| 2003            | Ludwig Paischer   | David Margoshvili  | Yusuke Kanamaru | Nuno Delgado         | Hee-Tae Hwang       | Kosei Inoue    | Alexander Mikhailin |

## Palmarès Femmes
| Grand Prix      | Grand Prix     | Grand Prix      | Grand Prix         | Grand Prix       | Grand Prix        | Grand Prix       | Grand Prix         |
| Année           | -48 kg         | -52 kg          | -57 kg             | -63 kg           | -70 kg            | -78 kg           | +78 kg             |
| --------------- | -------------- | --------------- | ------------------ | ---------------- | ----------------- | ---------------- | ------------------ |
| 2009            | Tomoko Fukumi  | Misato Nakamura | Telma Monteiro     | Yoshie Ueno      | Mina Watanabe     | Céline Lebrun    | Huanyuan Liu       |
| Super World Cup |                |                 |                    |                  |                   |                  |                    |
| 2008            | Emi Yamagishi  | Li Ying         | Barbara Harel      | Yoshie Ueno      | Yalennis Castillo | Liu Xia          | Midori Shintani    |
| 2007            | Laëtitia Payet | Hongmei He      | Inga Kolodziej     | Urska Zolnir     | Asuka Oka         | Edinanci Silva   | Tea Dongouzachvili |
| 2006            | Young-Ran Kim  | Yuka Nishida    | Sabrina Filzmoser  | Ayumi Tanimoto   | Heide Wollert     | Vera Moskalyuk   | Lucija Polavder    |
| 2005            | Hua Gong       | Audrey La Rizza | Natalia Yukhareva  | Lucie Decosse    | Heide Wollert     | Yurisel Laborde  | Yiqing Li          |
| World Open      |                |                 |                    |                  |                   |                  |                    |
| 2004            | Alina Dumitru  | Dongmei Xian    | Lena Goeldi        | Yoshie Ueno      | Anaisis Hernandez | Mizuho Matsuzaki | Daima Beltrán      |
| 2003            | Kayo Kitada    | Amarilis Savón  | Yurisleidy Lupetey | Driulis Gonzalez | Adriana Dadci     | Soo-Hee Cho      | Maki Tsukada       |